# Дубиче-Церкевне
Дубиче-Церкевне (пол. Dubicze Cerkiewne) — деревня в Хайнувском повете Подляского воеводства Польши. Административный центр гмины Дубиче-Церкевне. По данным переписи 2011 года, в деревне проживало 276 человек.

## География
Деревня расположена на северо-востоке Польши, на правом берегу реки Орлянка, на расстоянии приблизительно 14 километров к юго-западу от города Хайнувка, административного центра повета. Абсолютная высота — 164 метра над уровнем моря. Через Дубиче-Церкевне проходит региональная автодорога 685.

## История

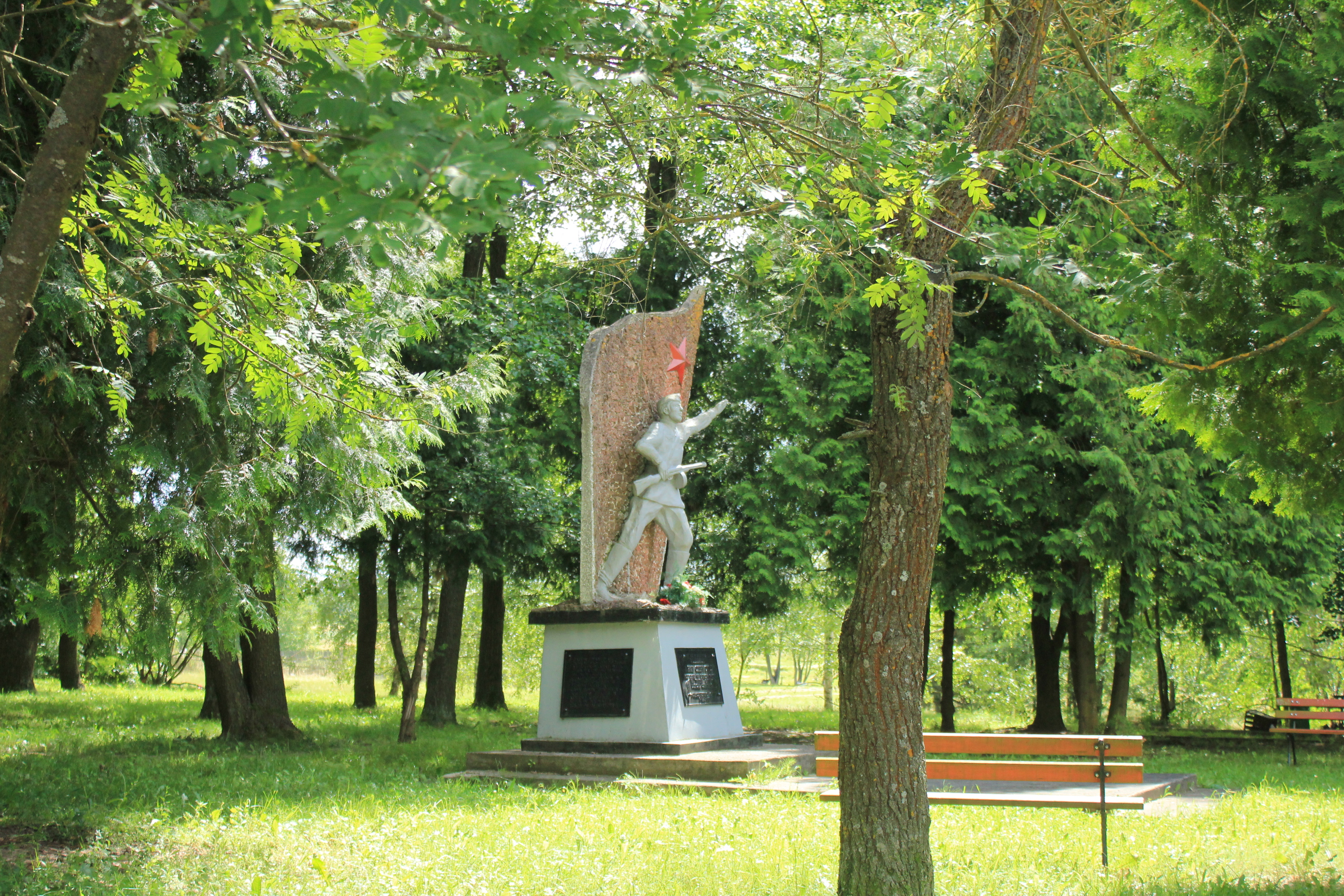
Памятник Благодарности Красной армии, снесённый в 2018 году

Согласно «Указателю населенным местностям Гродненской губернии, с относящимися к ним необходимыми сведениями», в 1905 году в селе Дубичи-Церковные проживало 400 человек. В административном отношении село входило в состав Орлянской волости Бельского уезда (1-го стана).
Согласно переписи 1921 года, в деревне проживало 196 человек в 46 домах. Большинство жителей были белорусами, православного вероисповедания.
В период с 1975 по 1998 годы Дубиче-Церкевне являлась частью Белостокского воеводства.
В 1985 году в Дубиче-Церкевне был установлен памятник Благодарности Красной армии. В марте 2018 года памятник был демонтирован.